# Coelachne ghatica
Coelachne ghatica là một loài thực vật có hoa trong họ Hòa thảo. Loài này được Naik mô tả khoa học đầu tiên năm 1980.